# 川崎修平
川崎修平（日语：川﨑 修平；2001年4月28日—），日本足球運動員，司職前鋒，現效力於葡超球隊波蒂莫嫩塞。

## 俱樂部生涯
川崎修平出生于2001年4月28日。7年半之前，他进入大阪飞脚接受青训。2020年他进入大阪飞脚一线队，开始了自己的职业生涯。
日职联赛大阪飞脚官方宣布，20岁的川崎修平加盟葡超球队波蒂莫嫩塞。